# Касумов, Касум Магомедрасулович
Касу́м Магомедрасу́лович Касу́мов (род. 19 июля 1994 года, Кизилюрт, Республика Дагестан, Россия）— российский профессиональный боец смешанных боевых искусств, выступающий под эгидой PFL. Мастер спорта международного класса по ММА, серебряный призёр чемпионата России и чемпион Европы 2016 года по ММА в весовой категории до 61,2 кг.

## Биография и карьера
Касу́м Касу́мов родился 19 июля 1994 года в городе Кизилюрт (Республика Дагестан, Россия). По этническому происхождению Касум — Аварец.
С 2004 года начал заниматься вольной борьбой в г. Кизилюрт, Республика Дагестан. Первым тренером Касума по вольной борьбе был Хайбулаев Хайбула Магомедрасулович.
После девятого класса поступил в училище олимпийского резерва в г. Москва, где продолжал заниматься вольной борьбой и выступать на соревнованиях различного уровня.
Касум часто посещал турниры по ММА, которые проходили в Москве, где выступал его старший товарищ и будущий тренер, профессиональный боец смешанного стиля из России в полусредней весовой категории Завуров Шамиль Магомедович.
В 2011 году Касум принял решение перейти в ММА и начал тренироваться в г. Дербент, Республика Дагестан, в клубе «Чемпион», где на тот момент тренировался Завуров Шамиль Магомедович. Первые полтора года тренировочного процесса Касум набирал свой первый опыт.
В 2012 году Касум выступил на Чемпионате Республики Дагестан по рукопашному бою.
Касум посетил тренировочные сборы бойцовского клуба «Ахмат», которые прошли в г. Грозный, Чеченской Республики. После прохождения сборов Касуму от руководства клуба поступило предложение подписать контракт. Посоветовавшись с тренером Шамилем Завуровым, Касум принял это предложение.
На чемпионат России по ММА, который прошёл в 2016 году в г. Оренбург, Касум решил отбираться от Чеченской Республики, так как в этот период он постоянно находился на сборах и проживал в г. Грозный В том же году Касум стал серебряным призёром чемпионата России и чемпионом Европы по ММА в весовой категории до 61,2 кг..
Касумов является мастером спорта международного класса.
В настоящее время Касум тренируется в одном зале с российским бойцом смешанных боевых искусств, выступавшим под эгидой UFC, бывшим чемпионом UFC в лёгком весе Хабибом Нурмагомедовым.
Совместно с Хабибом Нурмагомедовым, Касум посещает тренировочные сборы под руководством заслуженного тренера России, мастера спорта СССР по вольной борьбе, старшего тренера сборной команды Республики Дагестан по боевому самбо Абдулманапа Нурмагомедова. Помимо тренировок в зале заслуженного тренера России Абдулманапа Нурмагомедова, Касум проходит подготовку в зале бойцовского клуба «Ахмат».
Профессионально дебютировал в ММА в 2013 году в рамках турнира ODFC — Open Dag Fighting Championship 2. Соперником Касума был Некруз Алибеков. Касум одержал уверенную победу единогласным решением судей.
Второй бой прошёл на турнире ODFC — Open Dag Fighting Championship 6 14 октября 2013 года. В первом же раунде Касум победил Пирбудага Ниматулаева сабмишном (Rear-Naked Choke).
В третьем бою, на турнире ODFC — Open Dag Fighting Championship 8, который проходил 12 ноября 2019 года, где его соперником выступал Магомедхан Гаджимагомедов, Касумов победил единогласным решением судей.
Четвёртый бой прошёл в рамках турнира ID MMA Promotion — ID MMA 5 20 апреля 2014 года. Касум Касумов одержал очередную победу над своим соперником Айдарбеком Кабыловым TKO (Punches).
Следующий бой прошёл на турнире WFCA 11 — Grozny Battle 29 ноября 2015 года, где Касум одержал победу над соперником Вячеславом Иртамаевым сабмишном (Anaconda Choke).
Шестой по счету бой Касум провёл в рамках турнира WFCA 14 — Grozny Battle против Артура Кащеева и одержал победу сабмишном (Rear-Naked Choke).
В седьмом бою, который проходил 25 февраля 2017 года в Москве на турнире WFCA 34 — Battle in Moscow, в котором его соперником был Мехман Маммадов, Касум одержал досрочную победу TKO (Punches).
Восьмой по счёту бой Касумов провёл в рамках турнира OFS 11 — Octagon Fighting Sensation 11 4 марта 2017 года против Андрея Савки и одержал досрочную победу сабмишном (Rear-Naked Choke).
Девятый бой Касум провёл на турнире WFCA 46 — International Tournament 13 марта 2018 года, где досрочно TKO (Hand Injury) победил Азиза Сатибалдиева.
Следующий, десятый бой в карьере Касума прошёл на турнире ACA 94  30 марта 2019 года в Краснодаре. Касум проиграл сопернику бразильцу Чарльзу Энрике (Charles Henrique) единогласным решением судей.
Следующим в карьере бойца стал бой на турнире GFC — GFC 12 10 мая 2019 года в г. Самара, в котором Касум одержал досрочную победу сабмишном (D’arce choke) над Аргеном Маратбековым.
15 ноября 2019 года в Бахрейне Касум провёл свой двенадцатый профессиональный бой на турнире Brave CF 29 — Torres vs. Adur, в котором уже на 3-й минуте 2-го раунда одержал досрочную победу сабмишном (Von Flue Choke) над соперником из Германии Рани Саадехом (Rany Saadeh). Глава Чеченской Республики Рамзан Кадыров поздравил его с этим.
В 2020 году Касум подписан в Brave CF (Brave Combat Federation).

## Статистика профессиональных боёв
| Результат | Соперник                  | Способ                               | Турнир                                  | Раунд | Время | Дата            |
| --------- | ------------------------- | ------------------------------------ | --------------------------------------- | ----- | ----- | --------------- |
| Победа    | Некруз Алибеков           | Единогласное решение                 | ODFC — Open Dag Fighting Championship 2 | 2     | 5:00  | 12 августа 2013 |
| Победа    | Пирбудаг Ниматулаев       | Удушающий приём (сзади)              | ODFC — Open Dag Fighting Championship 6 | 1     | 2:40  | 14 октября 2013 |
| Победа    | Магомедхан Гаджимагомедов | Единогласное решение                 | ODFC — Open Dag Fighting Championship 8 | 2     | 5:00  | 12 ноября 2013  |
| Победа    | Айдарбек Кабылов          | Технический нокаут (удары)           | ID MMA Promotion — ID MMA 5             | 2     | 4:33  | 20 апреля 2014  |
| Победа    | Вячеслав Иртамаев         | Удушающий приём ("анаконда")         | WFCA 11 — Grozny Battle                 | 1     | 3:27  | 29 ноября 2015  |
| Победа    | Артур Кащеев              | Удушающий приём (сзади)              | WFCA 14 — Grozny Battle                 | 1     | 3:03  | 30 января 2016  |
| Победа    | Мехман Маммадов           | Технический нокаут (удары)           | WFCA 34 — Battle in Moscow              | 2     | 1:22  | 25 февраля 2017 |
| Победа    | Андрей Савка              | Удушающий приём (сзади)              | OFS 11 — Octagon Fighting Sensation 11  | 1     | 1:58  | 4 марта 2017    |
| Победа    | Азиз Сатибалдиев          | Технический нокаут (травма руки)     | WFCA 46 — International Tournament      | 2     | 0:30  | 31 марта 2018   |
| Поражение | Чарльз Энрике             | Единогласное решение                 | ACA 94 — Krasnodar                      | 3     | 5:00  | 30 марта 2019   |
| Победа    | Арген Маратбек            | Удушающий приём ("Д'Арсе")           | GFC — GFC 12                            | 2     | 2:37  | 10 мая 2019     |
| Победа    | Рани Саадех               | Удушающий приём ("вон флю")          | Brave CF 29 — Torres vs. Adur           | 2     | 3:18  | 15 ноября 2019  |
| Победа    | Димитар Костов            | Удушающий приём (треугольник руками) | Brave CF 43                             | 1     | 2:31  | 1 октября 2020  |
| Победа    | Сыймык Субанбеков         | Удушающий приём ("Брабо")            | Eagle FC 50                             | 2     | 2:55  | 21 августа 2022 |
| Победа    | Джош Хилл                 | Раздельное решение                   | Bellator 298                            | 3     | 5:00  | 11 августа 2023 |
| Победа    | Матеус Маттос             | Единогласное решение                 | Bellator Champions Series 3             | 3     | 5:00  | 22 июня 2024    |